# Nychiodes disjuncta
Nychiodes disjuncta är en fjärilsart som beskrevs av Eugen Wehrli 1941. Nychiodes disjuncta ingår i släktet Nychiodes och familjen mätare. Inga underarter finns listade i Catalogue of Life.